# Orlando Ballesteros
Orlando Ballesteros (Barranquilla, Atlántico, 24 de octubre de 1972) es un exfutbolista colombiano que se desempeñaba como delantero; anotó 184 goles. Actualmente se dedica a la administración de empresas en su ciudad natal.

## Datos
A pesar de que en Millonarios jugó un periodo muy corto, un dato curioso es que Orlando marcó el gol 4.500 del equipo embajador.
Otro dato curioso es que Orlando a mediados del 2002 se fue a jugar al fútbol de la liga China, pero en el continente asiático apenas estuvo un mes sin ni siquiera haber debutado ya que rescindió su contrato por incumplimiento en el tema económico por parte de los dueños del club; cuenta Orlando que haciendo la divisa a dinero colombiano apenas le cancelaron cincuenta mil pesos.
Por último, durante casi toda su carrera fue apodado como "El Fantasma", pero luego de cambiarse de religión decido que lo comenzarán a apodar como "El Fantástico".

## Clubes
| Club                 | País      | Año         |
| -------------------- | --------- | ----------- |
| Alianza Llanos       | Colombia  | 1991 - 1994 |
| Deportes Quindío     | Colombia  | 1995 - 1997 |
| Atlético Bucaramanga | Colombia  | 1997 - 1999 |
| Junior               | Colombia  | 1999 - 2001 |
| Atlético Bucaramanga | Colombia  | 2002        |
| Junior               | Colombia  | 2003 - 2004 |
| Envigado FC          | Colombia  | 2005        |
| Millonarios          | Colombia  | 2006        |
| UA Maracaibo         | Venezuela | 2007        |
| Deportivo Pereira    | Colombia  | 2008        |
| Envigado FC          | Colombia  | 2008        |
| Deportivo Pasto      | Colombia  | 2009        |
| Bogotá FC            | Colombia  | 2010        |
| Uniautónoma          | Colombia  | 2011        |

## Palmarés

### Torneos nacionales
| Título              | Club   | País     | Año  |
| ------------------- | ------ | -------- | ---- |
| Torneo Finalización | Junior | Colombia | 2004 |

### Distinciones individuales
| Distinción                                  | Año  |
| ------------------------------------------- | ---- |
| Goleador del Torneo Finalización (13 goles) | 2002 |